# Jingū-ji

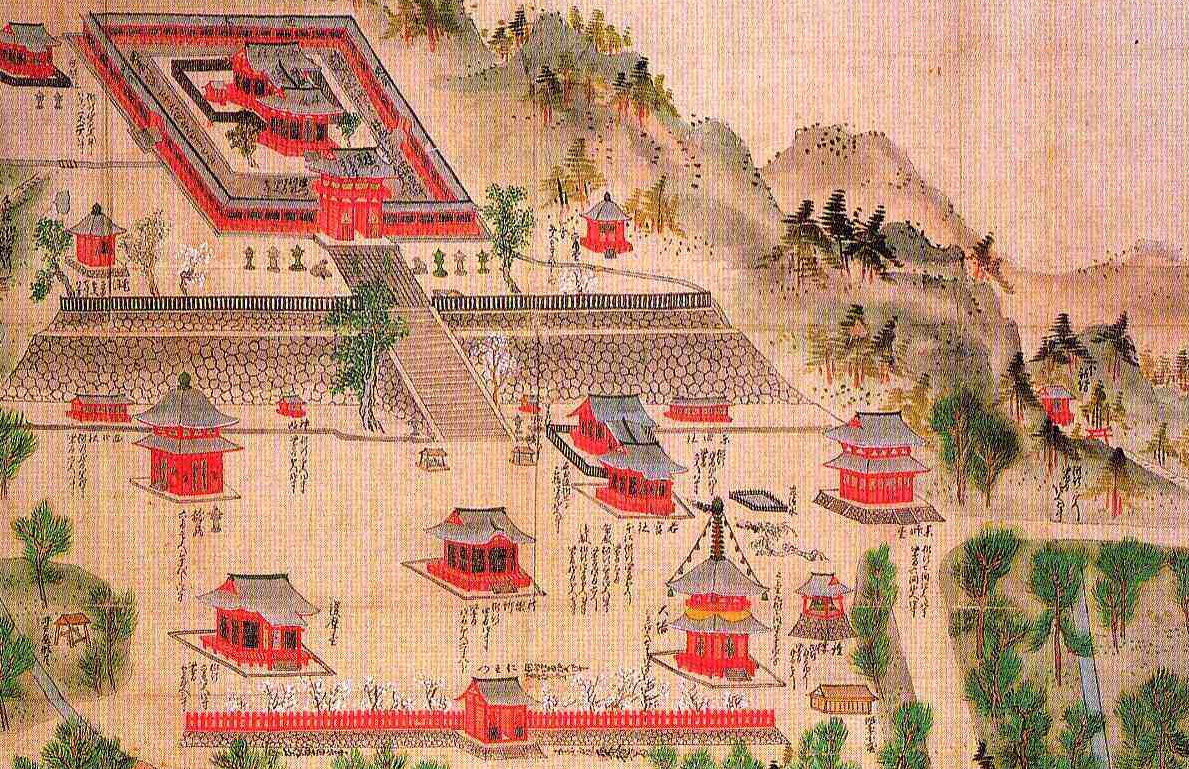
Tsurugaoka Hachiman-gū-ji in un vecchio disegno. In primo piano le strutture buddiste del tempio-santuario (non esistenti), tra cui una pagoda, un campanile e un niōmon. Il santuario (esistente) è sopra.

Fino al periodo Meiji (1868–1912), il jingū-ji (神宮寺?, tempio santuario) erano luoghi di culto composti da un tempio buddista e un santuario Shintō, entrambi dedicati a un kami locale. Questi complessi nacquero quando un tempio fu eretto accanto a un santuario per aiutare i suoi kami con i suoi problemi karmici. A quel tempo, si pensava che i kami fossero anche soggetti al karma, e quindi bisognosi di una salvezza che solo il buddismo poteva fornire. Essendo apparsi per la prima volta durante il periodo Nara (710–794), il jingū-ji rimase comune per oltre un millennio finché, con poche eccezioni, furono distrutti in conformità con la legge di separazione tra Kami e Buddha del 1868. Il Seiganto-ji è un tempio Tendai parte del complesso del santuario shintoista di Kumano Sanzan, e come tale può essere considerato uno dei pochi santuari-templi ancora esistenti.

## Storia

### Fondazione

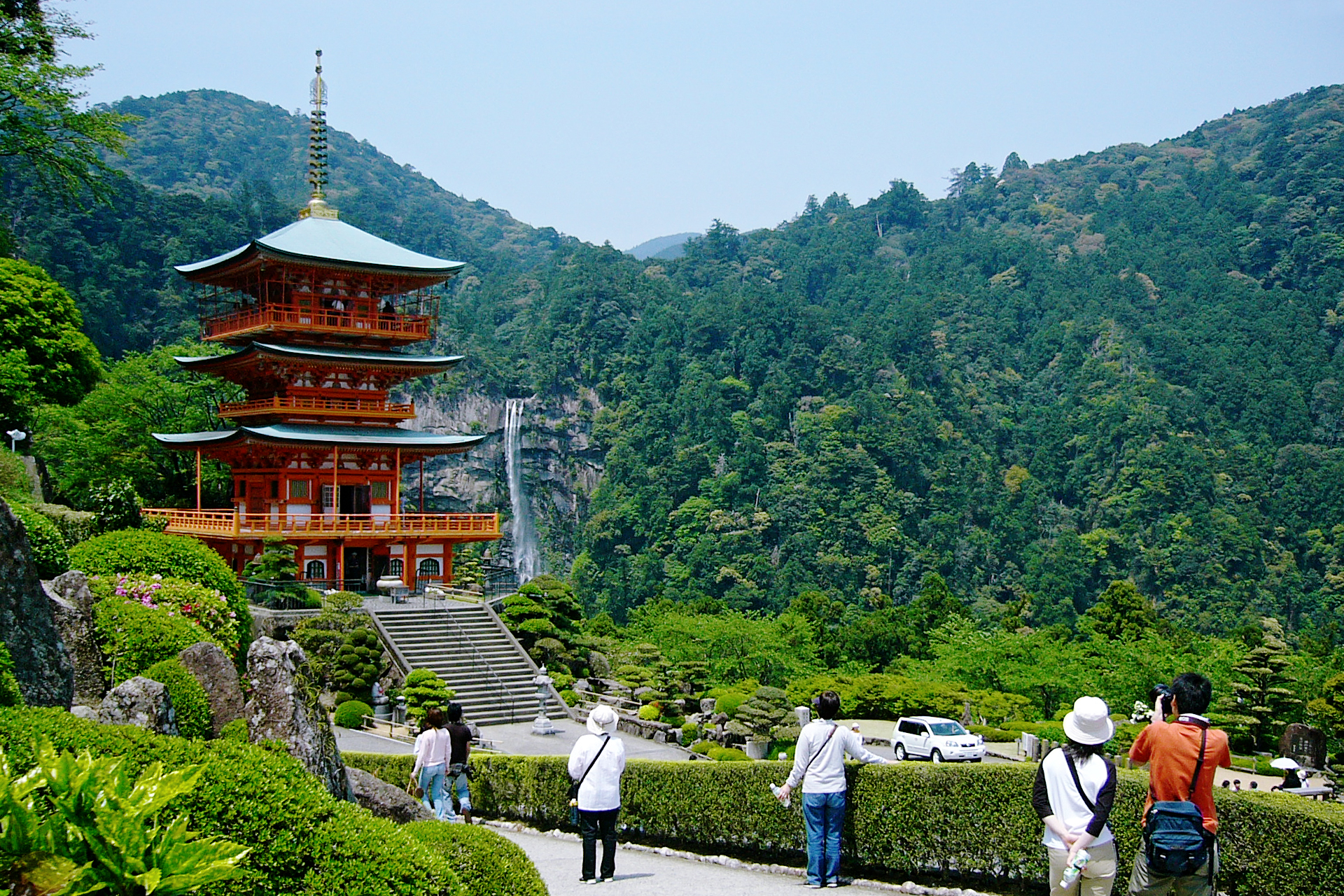
Seiganto-ji è uno dei pochissimi jingū-ji esistenti.

Quando il buddismo arrivò in Giappone, incontrò una certa resistenza da parte delle istituzioni religiose e delle credenze preesistenti. Uno dei primi sforzi per riconciliare la religione giapponese preesistente con il buddismo cinese (in quello che in seguito sarebbe stato chiamato shinbutsu shūgō, o fusione tra kami e buddha) fu fatto nell'VIII secolo durante il periodo Nara con la fondazione dei cosiddetti jungūji o templi-santuari, complessi religiosi costituiti da un santuario e un tempio.
Il primo tempio-santuario di sempre fu probabilmente Usa Hachiman-gū, dove vi era un tempio chiamato Miroku-ji completato nel 779, tuttavia il primo caso chiaramente documentato è quello di un uomo che nel 749 a Kashima, nella prefettura di Ibaraki costruì un tempio accanto a un santuario. 
Dietro l'inclusione all'interno di un santuario di oggetti religiosi buddisti c'era l'idea che i kami fossero esseri perduti bisognosi di liberazione attraverso il potere del buddismo. Si pensava che i Kami fossero soggetti al karma e alla reincarnazione come esseri umani, e le prime storie buddiste raccontano come il compito di aiutare il kami sofferente fosse assunto dai monaci vagabondi. Durante i suoi vagabondaggi, alcuni kami del luogo apparvero in sogno a un monaco, cui raccontava i suoi problemi. Per migliorare il karma del kami attraverso i riti e la lettura dei sutra, il monaco costruirà un tempio accanto al santuario esistente del kami. La costruzione di templi nei santuari ha prodotto complessi di templi santuari, che hanno accelerato il processo di fusione delle due religioni. Come risultato della creazione di templi-santuari, molti di essi che fino a quel momento erano stati solo siti all'aperto, in linea con la tradizione, divennero raggruppamenti di edifici in stile buddista. In questo modo, il buddismo ha assunto molti siti che fino ad allora erano stati dedicati alle credenze kami locali.
Lo stesso Kūkai ha lasciato degli scritti che chiariscono che non ha riscontrato problemi in un istituto misto come il jingū-ji. Lì, il clero buddista recitava di solito i sutra per conto di un kami, per guidarlo verso il satori. L'istituzione aveva l'approvazione del governo e intendeva da un lato essere uno strumento per diffondere il buddismo nelle province, dall'altra come un modo per installare rappresentanti religiosi del governo. Durante il periodo Heian furono costruiti un gran numero di templi accanto ai santuari, ma il termine jingū-ji stesso tendeva a scomparire, suggerendo che i templi stavano prendendo il controllo dei santuari. Quanto fosse pervasivo il Buddismo si può dedurre dal fatto che persino il Santuario di Ise, un luogo considerato ancora oggi il santuario shintoista più sacro, nel 1868 comprendeva quasi 300 templi buddisti dove veniva praticato il Buddismo. Questo nonostante le regole severe che vietavano il buddismo all'interno del santuario stesso.
Poiché nessuno dei pochissimi jingū-ji esistenti è intatto, la loro composizione è nota solo attraverso vecchi disegni e dipinti. Sappiamo che la parte del tempio del complesso santuario-tempio era composta da diversi edifici, tra cui una sala principale honji-dō (本地堂?), una pagoda, un ingresso buddista (mon) e un betsu-in (別院? alloggi dei monaci). Il prete principale veniva chiamato in modo esplicito shasō (社僧?) o monaco buddista del santuario, ed era sia un sacerdote del santuario che un monaco buddista.
Due esempi, che sono comunque solo recenti ricostruzioni, sono Kamo Jingū-ji (鴨神宮寺?) a Kyoto e Kasuga Taisha Jingu-ji (春日大社神宮寺?) a Nara.

### Templi-santuario
Alla fine dell'VIII secolo, in quello che è considerato il secondo stadio della fusione, il kami Hachiman fu dichiarato essere la divinità tutelare del Dharma e un po' più tardi un bodhisattva. I santuari per lui iniziarono a essere costruiti nei templi (dando origine ai cosiddetti santuari del tempio), segnando un importante passo in avanti nel processo di fusione di kami e buddismo. Quando venne costruito il Grande Budda nel Tōdai-ji di Nara, all'interno del tempio è stato anche eretto un santuario per Hachiman, secondo la leggenda a causa di un desiderio espresso dallo stesso kami. Hachiman considerava il santuario la sua giusta ricompensa per aver aiutato il tempio a trovare le miniere d'oro e di rame da cui era venuto il metallo per la grande statua. Dopo questo, i templi di tutto il paese hanno adottato il tutelare kami (chinju (鎮守/鎮主?), custoditi nei santuari appositamente costruiti chiamati chinjusha (lett. "santuario tutelare").

### Miyadera
Una variante di jingū-ji era miyadera (宮寺? lett. "tempio santuario"). Miyadera erano dei templi fondati e gestiti da monaci buddisti, che tuttavia avevano come oggetto principale di culto (l'honzon) un kami. A differenza di un jingū-ji, un miyadera non aveva un clan sacerdotale che eseguisse rituali kami in un santuario separato. Inoltre, a differenza di quelli di un jingū-ji, i monaci di un miyadera potevano sposarsi e passare la loro posizione ai loro figli. C'erano anche monaci buddisti con una funzione subordinata a cui era negato il diritto di sposarsi. Un esempio notevole di un miyadera era il santuario Iwashimizu Hachiman-gū-ji, ora solo un santuario shintoista. Il suo honzon era il kami Hachiman, l'anima dell'imperatore Ōjin.
Il primo miyadera fu eretto dal monaco Gyōkyō che nell'859, a seguito di un oracolo di Hachiman, fu spinto a fondare per lui il santuario di Iwashimizu Hachiman-gū. Altri miyadera, come Gionsha, Kankei-ji e Kitano Tenman-gū, sono stati fondati poco dopo. I Miya-dera erano particolarmente numerosi tra i santuari dedicati alle sette religiose di montagna come il complesso di Kumano Sanzan e la rete dei santuari di Hakusan.

### Il sistema dei ventidue santuari
L'istituzione impropriamente chiamata Sistema dei ventidue santuari era in realtà una rete di templi-santuari sotto il controllo buddista. 
Il suo jingū-ji era, oltre alle istituzioni religiose, veicolo del potere di case come i Fujiwara, che desideravano controllare le questioni religiose; il Sistema aveva lo scopo di organizzarle e facilitare quel controllo.

#### Importanti templi-santuario della rete
Le due precedenti componenti del tempio del santuario sono ora istituzioni separate. Di seguito un elenco di ex templi-santuario:
- Santuario di Hie - Enryaku-ji
- Santuario Kasuga - Kōfuku-ji
- Santuario di Iwashimizu - Gokoku-ji
- Grande santuario di Sumiyoshi - Shiragidera
- Santuario di Yasaka - Kankei-ji
- Santuario Kitano - Kannon-ji
- Usa Hachiman-gū - Miroku-ji

### Shinbutsu bunri

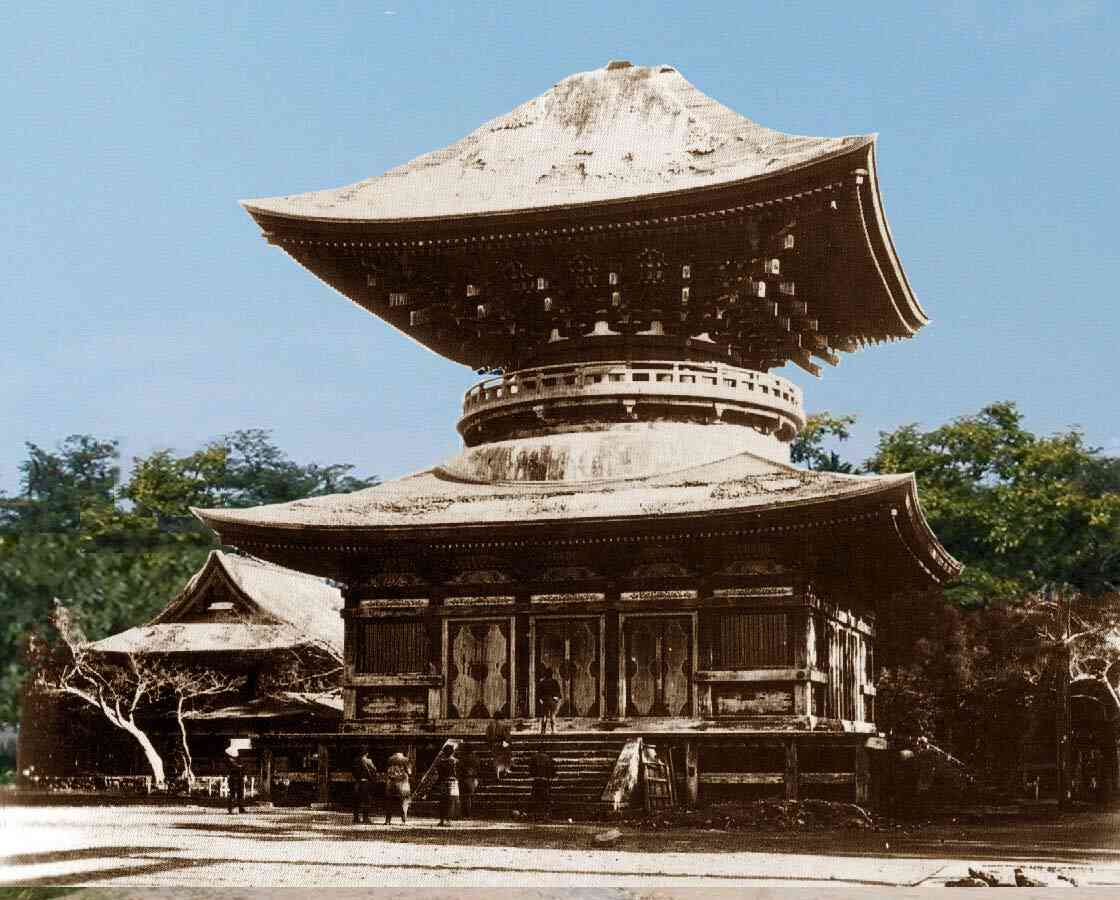
Una pagoda buddista (la Yakushi-dō (薬師堂) presso il santuario Tsurugaoka Hachimangū-ji di Kamakura prima del shinbutsu bunri

Nel 1868, il governo ordinò la completa separazione del buddismo e dallo shintoismo. La misura aveva diversi obiettivi, il principale era l'indebolimento del buddismo, che aveva collaborato con lo shogunato Tokugawa. Sebbene la legge di separazione tra Kami e Buddha del governo non ordinasse esplicitamente la chiusura dei templi, la distruzione delle proprietà buddiste e lo sconsacramento dei preti e monache buddisti, veniva spesso interpretato come implicito. Di conseguenza, il movimento haibutsu kishaku (letteralmente Via da Buddha, distruggi Shakyamuni), nato spontaneamente come reazione contro la collaborazione del Buddismo con gli shōgun Tokugawa, presto si diffuse in tutto il paese con enormi conseguenze. Si stima che 30.000 strutture buddiste furono demolite tra il 1868 e il 1874. Una parte sostanziale della popolazione che si sentiva finanziariamente sfruttata dal sistema danka (檀家制度?, danka seido) aveva partecipato al movimento.
La politica dello shinbutsu bunri è stata anche la causa diretta di gravi danni a importanti proprietà culturali. Poiché il mescolamento delle due religioni era ormai vietato, sia i santuari che i templi dei complessi tempio-santuario dovevano dare via le loro proprietà che ora erano illegali, danneggiando così l'integrità del loro patrimonio culturale e diminuendo il loro valore storico ed economico. Gli Shasō furono costretti a diventare laici. 
Per esempio, il santuario oggi chiamato Tsurugaoka Hachiman-gū a Kamakura era dal 1868 un jingu-ji chiamato Tsurugaoka Hachimangū-ji. Fu costretto a demolire tutte le parti con disposizioni buddiste dello shichidō garan e a venderle come legno. Il suo gigante Niō, i due guardiani di legno che solitamente si trovavano ai lati dell'ingresso di un tempio, essendo oggetti di culto buddista e quindi illegali dove erano, furono venduti allo Jufuku-ji, dove sono ancora.

### Approfondimenti
1. ↑  Nota che entrambi questi gruppi e il tempio che contengono sono chiamati "tempio-santuario".
2. ↑  Cercare approfondimenti riguardo allo Shinbutsu kakuri.
3. ↑  Il termine si riferisce alla teoria honji suijaku, che afferma che alcuni kami siano in realtà solo manifestazioni locali (suijaku, letteralmente tracce) di lontane divinità buddiste (honji, letteralmente "terra originale").

### Citazioni
1. 1 2 3   Encyclopedia of Shinto - Home: Ancient: Jingūji, su eos.kokugakuin.ac.jp. URL consultato il 1º marzo 2019.
2. 1 2 3 4 5  Mark Teeuwen in Breen and Teeuwen (2000:95-96)
3. 1 2  Satō, Makoto:  Kokugakuin University, Shinto and Buddhism, in Encyclopedia of Shinto. URL consultato il 20-7-2011.
4. 1 2 3 4 5 6   amazon.com,  https://www.amazon.com/Cambridge-History-Japan-Vol-Ancient/dp/0521223520. URL consultato il 1º marzo 2019.
5. 1 2 3 4 5   Honji suijaku Die Angleichung von Buddhas und kami – Religion-in-Japan, su univie.ac.at. URL consultato il 1º marzo 2019.
6. ↑  (EN) John Breen e Mark Teeuwen, A New History of Shinto, John Wiley & Sons, 11 gennaio 2010, ISBN 9781405155151. URL consultato il 1º marzo 2019.
7. ↑  (EN) Brian Bocking, A Popular Dictionary of Shinto, Routledge, 30 settembre 2005, ISBN 9781135797393. URL consultato il 1º marzo 2019.
8. ↑  (EN) John Breen e Mark Teeuwen, Shinto in History: Ways of the Kami, University of Hawaii Press, 2000,  p. 230, ISBN 9780824823634. URL consultato il 1º marzo 2019.
9. 1 2  Kamakura Shōkō Kaigijo (2008). Kamakura Kankō Bunka Kentei Kōshiki Tekisutobukku (in giapponese). Kamakura: Kamakura Shunshūsha. ISBN 978-4-7740-0386-3. (in Japanese)
10. ↑  Iso Mutsu.  Kamakura: Fact and Legend, su amazon.com, Tuttle Publishing, 1995/06,  p. 172, ISBN 0-8048-1968-8.